# 上内村
上内村（かみうちむら）は、福岡県の南部、三池郡にかつてあった村である。

## 概要
現在の大牟田市の北東部、大字岩本・上内及び四ケにあたる。
西は倉永村、南西は銀水村、北西は二川村、北は飯江村、北東は山門郡山川村とそれぞれ接していた（二川村、飯江村及び山川村は現在のみやま市）。また、東は熊本県玉名郡南関町、南東は賢木村と接していた（賢木村は現在の南関町）。

## 歴史
- 1889年4月1日 - 町村制が施行。岩本（いわもと）、上内（かみうち）及び四箇（しか）の3村が合併して発足。
- 1907年5月1日 - 倉永、手鎌、銀水の3村と新設合併して銀水村となる。

## 学校
- 上兎道小学校（のちの上内小学校、現在の大牟田市立上内小学校）